# Velká Británie na Zimních olympijských hrách 1936
Velkou Británii na Zimních olympijských hrách 1936 reprezentovalo 38 sportovců (28 mužů a 10 žen) v 6 sportech.

## Medailisté
| Medaile | Jméno | Sport         | Disciplína       |
| ------- | --- | ------------- | ---------------- |
| Zlato   | James Foster Carl Erhardt Gordon Dailley Archibald Stinchcombe Edgar Brenchley John Coward James Chappell Alexander Archer Gerry Davey James Borland Robert Wyman Arthur Child John Kilpatrick | Lední hokej   | Turnaj mužů      |
| Stříbro | Cecilia Colledge | Krasobruslení | Ženy jednotlivci |
| Bronz   | Frederick McEvoy James Cardno Guy Dugdale Charles Green | Boby          | Čtyřbob          |